# Rue Garibaldi
Pour les articles homonymes, voir Garibaldi (homonymie).
La rue Garibaldi est une voie située dans les 6e, 3e et 7e arrondissements de Lyon, en France.

## Situation et accès
Elle prend naissance au niveau du boulevard des Belges, dans le nord du 6e arrondissement et prend fin sur l'avenue Berthelot, dans le 7e au sud.
Avec 3 850 mètres, elle est l'une des rues les plus longues de la ville, au même titre que les rues de Créqui et Duguesclin ou encore l'avenue Jean Jaurès.
En raison de sa longueur, la rue est desservie par de multiples transports :
- Par le métro  , un peu après la station Masséna.
- Par le métro  , un peu après la station Gare Part-Dieu ou la station Place Guichard - Bourse du Travail.
- Au milieu de la rue, par la ligne de métro  , à la station Garibaldi.
- Par le tramway   à Part-Dieu - Servient
- Au sud, par le tramway  , à la station Garibaldi - Berthelot.
- Tout au long de la rue, par plusieurs lignes de bus :

-Ligne  , à l'arrêt Garibaldi - Lafayette.
-Ligne   entre Garibaldi - Gambetta et Lamothe-Madeleine.
-Lignes    coupant la rue à Part-Dieu - Auditorium et à Part-Dieu - Servient.
-Ligne   entre Part-Dieu Serviant / Part-Dieu - Auditorium et Garibaldi - Gambetta.
-Ligne   de Lamothe-Madeleine à Garibaldi - Berthelot.
-Ligne   de Garibaldi-Duquesne à Part-Dieu - Auditorium.

## Origine du nom
Elle porte le nom de Giuseppe Garibaldi (1807-1882), général, homme politique et patriote italien.

## Historique
Ouverte sous le nom de « rue Sainte-Élisabeth » à l'époque de la Restauration, en mémoire de Madame Élisabeth, sœur de Louis XVI,, elle prend le nom de « rue Garibaldi » par délibération du conseil municipal du 7 septembre 1882.
À partir des années 1960, elle présente un caractère quelque peu autoroutier, se composant parfois de cinq voies. Dans la majeure partie du 3e arrondissement, elle est même pratiquement infranchissable par les piétons, qui doivent alors emprunter un passage aérien pour la traverser. Cette situation provoque de nombreuses nuisances pour les habitants des immeubles qui la bordent comme le bruit, la pollution et la dangerosité de la circulation.
Le réaménagement de la rue conduit à démolir des passerelles piétonnes aériennes et à briser la vitesse des véhicules afin de restituer à la rue un caractère plus apaisé.
En 2012, la ville de Lyon entame la réhabilitation de la rue en privilégiant les modes doux. Ce projet comprend la réduction du nombre de voies, en particulier dans le 3e arrondissement et la création de terrasses et de trottoirs arborés et verts.
Le premier tronçon réhabilité, entre les rues Vauban au nord et du Docteur-Bouchut au sud, est livré à la circulation le 28 février 2014. Le parvis Renée Richard des halles Paul Bocuse, esplanade piétonne de 4 000 m2, situé à l'angle avec la rue de Bonnel, est livré en novembre 2016.
À partir d'octobre 2016, les travaux se poursuivent sur le tronçon entre la rue du Docteur-Bouchut et le carrefour avec les rues du Pensionnat et d'Arménie. La trémie de la rue Paul-Bert est rebouchée par 7 300 m3 de remblais. Avec l'achèvement de cette portion en décembre 2017, ce sont 2,6 km de la rue qui sont désormais aménagés avec une voie à double sens pour les transports en commun, ainsi qu'une piste cyclable séparées du reste de la circulation.

## Bâtiments remarquables et lieux de mémoire
- Entre les rues de Sèze et Bossuet, elle longe à l'est la mairie du 6e arrondissement.
- Sur la façade de l'immeuble situé au numéro 125, une plaque, installée en 2016, rappelle la mémoire du philosophe Jean Lacroix qui vécut ici de 1937 à 1954[6].
- La tour Incity, inaugurée en 2015, est située à l'angle sud-ouest formé avec le cours Lafayette.
- La rue longe le nord du quartier de la Part-Dieu et passe au pied de l'auditorium Maurice-Ravel, la cité administrative d'État et l'hôtel de la métropole de Lyon.
- La piscine Garibaldi longe le côté est de la rue, juste au sud de la place des Martyrs-de-la-Résistance.
- À l'angle avec la rue du Pensionnat, à l'est, un immeuble abrite la Direction régionale de la jeunesse, des sports et de la cohésion sociale (DRJSCS) d'Auvergne-Rhône-Alpes, la Direction départementale de la protection des populations (DDPP) du Rhône ainsi que l'antenne lyonnaise de la Mission nationale de contrôle et d'audit des organismes de sécurité sociale (MNC).
- Le lycée Saint-Joseph est situé à l'angle avec la rue Domer.